# Lista de revoluções e golpes de Estado no Haiti
Esta é uma lista das revoluções e golpes de Estado que ocorreram no Haiti durante a história haitiana.

## Lista
| Nome                                          | Data                                        | Resultado | Articulador(es)                                | Alvo                     | Observações |
| --------------------------------------------- | ------------------------------------------- | --------- | ---------------------------------------------- | ------------------------ | --- |
| Revolução Haitiana                            | 22 de agosto de 1791 - 1 de janeiro de 1804 | Exitoso   | Toussaint Louverture e Jean Jacques Dessalines | Império colonial francês | Surgimento do Estado do Haiti, criado em 1804 como consequência da revolução haitiana e da independência da ex-colônia francesa de Santo Domingo.                    |
| Assassinato de Jean Jacques Dessalines        | 17 de outubro de 1806                       | Exitoso   | Alexandre Pétion e Henri Christophe            | Jean Jacques Dessalines  | Golpe de Estado assassina Dessalines - o primeiro governante do Haiti. O país é dividido entre o Sul e o Norte.                                                      |
| Reunificação haitiana de 1820                 | 1820                                        | Exitoso   | Jean-Pierre Boyer                              | Henri Christophe         | Após revolta, Henri I, rei do Haiti do Norte, comete suicídio. Norte é unificado com o Sul sob o regime republicano.                                                 |
| Revolução de 1843 no Haiti                    | 1842-1843                                   | Exitoso   | Charles Rivière-Hérard                         | Jean-Pierre Boyer        | Autocracia de Boyer é deposta pelo Manifesto de Praslin. Constituição democratizante é adotada.                                                                      |
| Revolução de 1844 no Haiti                    | 1844                                        | Exitoso   | Philippe Guerrier                              | Charles Rivière-Hérard   | Rivière-Hérard é deposto por um Golpe de Estado. Sua resposta à guerra dominicana e falta de prestígio contribuíram para sua deposição.                              |
| Revolução de 1859 no Haiti                    | 1858-1859                                   | Exitoso   | Fabre Geffrard                                 | Faustino I do Haiti      | Segundo Império do Haiti é derrubado por um golpe de Estado; restaurado o regime republicano.                                                                        |
| Golpe de Estado no Haiti em 1867              | 1867                                        | Exitoso   | Fabre Geffrard e Nissage Saget                 | Sylvain Salnave          | Presidente Geffrard renuncia após enfrentar revolta de Salnave. Um governo provisório se forma, mas é deposto após o general Salnave tomar as rédeas do poder.       |
| Revolução de 1876 no Haiti                    | 1876                                        | Exitoso   | Michel Domingue                                | Boisrond-Canal           | Revolta popular assassina ministro do Presidente Domingue e expulsa o mandatário haitiano.                                                                           |
| Insurreição liberal de 1883                   | 1883                                        | Fracasso  | Jean-Pierre Boyer-Bazelais                     | Lysius Salomon           | Partido Liberal lança uma campanha militar mal-sucedida contra o governo haitiano.                                                                                   |
| Revolução de 1888 no Haiti                    | 1888                                        | Exitoso   | François Légitime                              | Lysius Salomon           | Regime de Salomon é derrubado. |
| Revolução Firminista                          | 1902                                        | Fracasso  | Anténor Firmin                                 | Boisrond-Canal           | Após um processo eleitoral conturbado, partidários de Firmin lançam uma mal-sucedida revolução contra o governo haitiano.                                            |
| Golpe de Estado no Haiti em 1902              | 17 de dezembro - 21 de dezembro de 1902     | Exitoso   | Nord Alexis                                    | Boisrond-Canal           | Exército haitiano dá Golpe de Estado e proclama Nord Alexis como o novo presidente.                                                                                  |
| Revolução de 1908 no Haiti                    | 1908                                        | Exitoso   | Antoine Simon                                  | Nord Alexis              | Após tentar se declarar presidente vitalício, Nord Alexis é expulso do poder por uma revolta militar.                                                                |
| Revolução de 1911 no Haiti                    | 1911                                        | Exitoso   | Cincinnatus Leconte                            | Antoine Simon            | Exército de Cacos derruba presidente do Haiti. |
| Golpe de Estado no Haiti em janeiro de 1914   | Janeiro de 1914                             | Exitoso   | Oreste Zamor                                   | Michel Oreste            | Exército de rebeldes derrubam presidente. |
| Golpe de Estado no Haiti em novembro de 1914  | Outubro - Novembro de 1914                  | Exitoso   | Joseph Davilmar Théodore                       | Oreste Zamor             | Exército de rebeldes derrubam presidente. |
| Revolução de 1915 no Haiti                    | 1915                                        | Exitoso   | Rosalvo Bobo                                   | Vilbrun Guillaume Sam    | General Sam chega ao poder por um golpe militar. Após ordenar uma série de execuções, Sam foi morto por uma multidão. Esse evento desencadeou uma invasão americana. |
| Revolução de 1946 no Haiti                    | 7 de janeiro - 11 de janeiro de 1946        | Exitoso   | Franck Lavaud                                  | Elie Lescot              | Guarda haitiana perpetra Golpe de Estado após protestos populares.                                                                                                   |
| Golpe de Estado no Haiti em 1950              | 10 de maio de 1950                          | Exitoso   | Paul Magloire                                  | Dumarsais Estimé         | Forças Armadas Haitianas dão Golpe de Estado após crise política. |
| Golpe de Estado no Haiti em abril de 1957     | 2 de abril de 1957                          | Exitoso   | Léon Cantave                                   | Franck Sylvain           | Comandante força renúncia de presidente. Se estabelece o Conselho Executivo de Governo.                                                                              |
| Golpe de Estado no Haiti em junho de 1957     | 14 de junho de 1957                         | Exitoso   | Antonio Kébreau                                | Daniel Fignolé           | Golpe sangrento derruba presidente. Partidários do presidente deposto foram mortos e foi imposta uma junta militar.                                                  |
| Tentativa de golpe de Estado no Haiti em 1958 | 28–29 de julho de 1958                      | Fracasso  | Alix Pasquet                                   | François Duvalier        | Militares haitianos juntamente de mercenários americanos realizam intentona contra o regime de Papa Doc.                                                             |
| Insurreição Haitiana de 1984-1986             | 23 de maio de 1984 - 7 de fevereiro de 1986 | Exitoso   | Oposição haitiana                              | Jean-Claude Duvalier     | Protestos populares expulsam do poder Baby Doc e a Família Duvalier.                                                                                                 |
| Golpe de Estado no Haiti em junho de 1988     | 20 de junho de 1988                         | Exitoso   | Henri Namphy                                   | Leslie Manigat           | Após sua demissão como comandante, Henri Namphy orquestra um Golpe de Estado contra o presidente recém-eleito.                                                       |
| Golpe de Estado no Haiti em setembro de 1988  | 17 de setembro de 1988                      | Exitoso   | Prosper Avril                                  | Henri Namphy             | Oficiais dão Golpe de Estado contra o general Namphy - que é enviado para o exilio na República Dominicana.                                                          |
| Tentativa de golpe de Estado no Haiti em 1989 | 1 de abril - 2 de abril de 1989             | Fracasso  | Himmler Rébu                                   | Prosper Avril            | Oficiais haitianos tentam deportar o então Presidente; militares leais frustam intentona.                                                                            |
| Golpe de Estado no Haiti em 1991              | 29 de setembro de 1991                      | Exitoso   | Raoul Cédras                                   | Jean-Bertrand Aristide   | Presidente eleito democraticamente Aristide sofre um Golpe de Estado; junta militar é instalada e crise perdura até 1994 - ano da restauração de Aristide ao cargo.  |
| Golpe de Estado no Haiti de 2004              | 29 de fevereiro de 2004                     | Exitoso   | Guy Philippe                                   | Jean-Bertrand Aristide   | Após um prolongado conflito com a FRLN, Aristide é deposto em condições ainda controversas.                                                                          |